# Parque nacional de Quirimbas
El parque nacional de Quirimbas es un área protegida en la provincia de Cabo Delgado, en Mozambique, que abarca la parte sur de las Islas Quirimbas.
El parque fue establecido en junio de 2002. Se extiende por 110 kilómetros a lo largo de la costa noreste de Mozambique, y contiene la más meridional de las 11 islas Quirimbas. El parque cuenta con un clima tropical con una estación lluviosa de diciembre a abril y una temporada más seca pero más fría de mayo a septiembre.